# Sophie-Scholl-Gymnasium München
Das Städtische Sophie-Scholl-Gymnasium (kurz SSG) ist ein sprachliches sowie wirtschafts- und sozialwissenschaftliches Mädchengymnasium mit offenem Ganztagsangebot im Münchner Stadtbezirk Schwabing-West. Es wurde nach der deutschen Widerstandskämpferin gegen den Nationalsozialismus Sophie Scholl benannt.

## Schulprofil
Im Schuljahr 2023/24 besuchten 580 Schülerinnen das Gymnasium, die von 69 hauptamtlichen Lehrkräften unterrichtet wurden.
Die Schulvereinbarung nennt als die fünf wichtigsten Ziele der Schule: Wertschätzung, Gemeinschaft, Verantwortung, Leistung und Engagement.
Das SSG ist Mitglied im Schulnetzwerk Schule ohne Rassismus – Schule mit Courage.

### Ausbildungsrichtungen
Das Sophie-Scholl-Gymnasium bietet einen sprachlichen Zweig (Sprachenfolge Englisch ab der 5. Jahrgangsstufe, Latein ab der 6. Jahrgangsstufe, Französisch ab der 8. Jahrgangsstufe), einen sozialwissenschaftlichen Zweig und einen wirtschaftswissenschaftlichen Zweig (Sprachenfolge jeweils Englisch ab der 5. Jahrgangsstufe, Französisch oder Latein ab der 6. Jahrgangsstufe) an. Zudem wird in der 10. Jahrgangsstufe regelmäßig eine Einführungsklasse für besonders begabte Schülerinnen mit mittlerem Schulabschluss angeboten.

### Angebote
In der 5. und 6. Jahrgangsstufe gibt es jeweils eine Chorklasse, die eine Stunde Musikunterricht zusätzlich erhält und bei verschiedenen Schulveranstaltungen auftritt. Mit dem Schuljahr 2018/19 wurde zudem eine Forscherinnenklasse mit einer Zusatzstunde zum naturwissenschaftlichen Experimentieren und Erforschen eingerichtet.
Neben dem Fachunterricht werden Wahlkurse und Arbeitsgruppen angeboten, u. a. Mittelstufenchor, Großer Chor, Percussion, Violine, Mittelstufentheater, Volleyball und Wettkampf-Volleyball, Schwimmen, Fußball, Kochen, Gottesdienstgruppe und Schulsanitätsdienst.
Besonders begabte Schülerinnen können verschiedene Pluskurse besuchen (u. a. Mathematik, Englisch und Französisch), für die meisten Kernfächer werden zudem ergänzend zum Fachunterricht Intensivierungs- und Förderkurse angeboten.

### Partner
Das Sophie-Scholl-Gymnasium arbeitet mit außerschulischen Partnern zusammen, unter anderen mit der Weiße Rose Stiftung, dem Münchener Zentrum für Lehrerbildung, der LMU, der TUM School of Education, der Eberhard von Kuenheim Stiftung, MyFinanceCoach, dem Institut Français München und dem Café Netzwerk.

## Einrichtungen

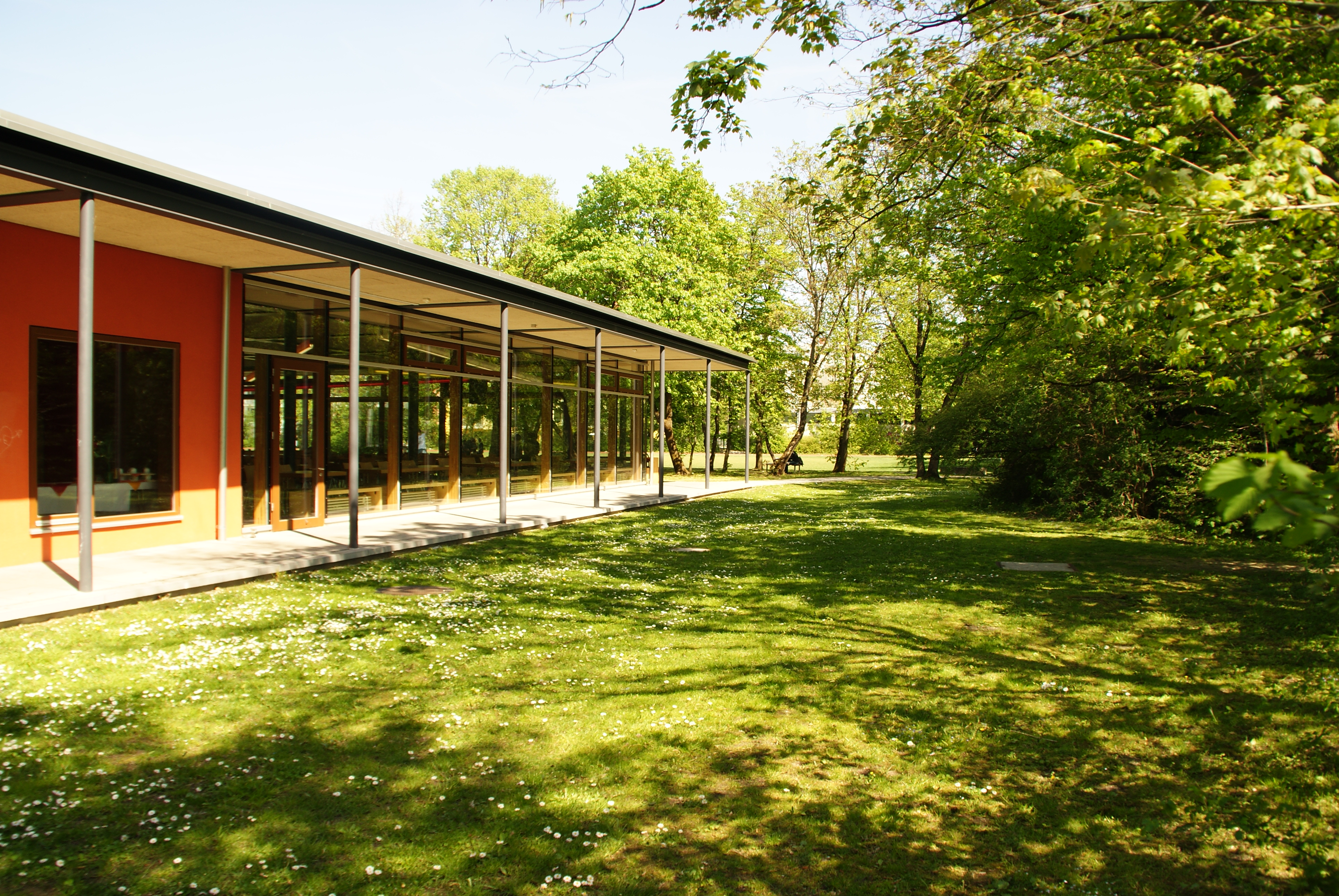
Mensa des Sophie-Scholl-Gymnasiums

Das Schulgebäude verfügt unter anderem über drei Computerräume, einen Filmsaal, einen Prüfungsraum, eine Bibliothek mit Computerarbeitsplätzen, ein kleines Theater im Keller und einen Raum der Stille. Die Turnhalle und Sportanlagen liegen direkt neben der Schule.
Die 2008 neu gebaute Mensa bietet sowohl Pausenverpflegung als auch Mittagessen und wird vom Sophie-Scholl-Gymnasium gemeinsam mit dem benachbarten Willi-Graf-Gymnasium und der Zweigstelle der Ricarda-Huch-Realschule genutzt.
Allen Schülerinnen steht ein gestalteter Pausenhof mit Amphitheater, Schachecke und Klettergerüst zur Verfügung, der Oberstufe zudem der Innenhof.
Die offene Ganztagsbetreuung wird von zwei Erzieherinnen geleitet und findet in einem separaten Pavillon statt.

## Projekte und Aktivitäten

### Austausch
Seit 1984 gibt es ein Austauschprogramm mit der französischen Partnerschule Lycée Jean Bart in Dunkerque. Seit dem Schuljahr 2014/15 besteht ein Austausch mit der Douglas Anderson School of the Arts in Florida Jacksonville. Seit dem Schuljahr 2017/18 besteht zudem ein politisch-historisches Austauschprogramm mit dem Christelijk Gymnasium Sorghvliet in Den Haag.

### Aktivitäten
Im Sozialwissenschaftlichen Zweig leisten die Schülerinnen in der 10. Jahrgangsstufe ein dreiwöchiges Sozialpraktikum ab. Ebenfalls in der 10. Klasse findet für alle Schülerinnen eine historisch-politische Studienfahrt nach Berlin statt.
Im Rahmen des Projekts „Schülerinnen helfen Schülerinnen“ geben Schülerinnen aus höheren Jahrgangsstufen jüngeren Schülerinnen in verschiedenen Fächern Nachhilfe.
Regelmäßige Projekte und Aktivitäten sind unter anderem die Tage der Gesundheit und Nachhaltigkeit, das Sommerfest, die Projektwoche, der Tag der offenen Tür, der SMV-Projekttag und die Musik- und Chorfahrt.

### Theaterprojekte
Im Schuljahr 2011/12 wurde zum 50-jährigen Schuljubiläum im Prinzregententheater das Theaterstück Lysistrate aufgeführt, an dem die gesamte Schulgemeinschaft beteiligt war. Im April 2018 wurde das Musiktheaterprojekt „Sommernachtstraum“ ebenfalls im Prinzregententheater aufgeführt, an dem die Schulgemeinschaft seit dem Schuljahr 2013/14 gearbeitet hatte. Neben den Fachschaften Musik, Kunst und Englisch waren auch das Lehrertheater und außerschulische Partner an dem Projekt beteiligt.

## Geschichte
Seit 1860 gab es in München verschiedene Schulen für Mädchen. Nach dem Zweiten Weltkrieg war das „Mädchenrealgymnasium (Mädchenoberrealschule) München-Nord“ auf der Suche nach Räumlichkeiten, da das Gebäude an der Wilhelmstraße zwar wieder aufgebaut, aber mehrfach belegt war.
Ende 1958 fiel die Wahl auf ein unbebautes Gelände an der Karl-Theodor-Straße am Luitpoldpark und im November 1959 begannen die Arbeiten. Das Gebäude wurde von Johannes Ludwig entworfen. Zur Einweihung im Mai 1962 kam auch Robert Scholl, der Vater von Sophie und Hans Scholl. Die Sophie-Scholl-Büste in der Eingangshalle stammt von Ernst Andreas Rauch. Das Reiben an der Nase soll den Schülerinnen angeblich Glück bei Prüfungen bringen. Der Brunnen im Innenhof wurde von dem Bildhauer Georg Brenninger gestaltet.
Zwischenzeitlich wurden bis zu 1700 Schüler im Gebäude des Sophie-Scholl-Gymnasiums unterrichtet. Ab dem Schuljahr 1964/65 war auch das neugegründete Willi-Graf-Gymnasium im gleichen Gebäude untergebracht. 1972 erhielt das Willi-Graf-Gymnasium ein eigenes Schulgebäude direkt neben dem Sophie-Scholl-Gymnasium.
Seit 1965 bietet das Sophie-Scholl-Gymnasium einen sozialwissenschaftlichen Zweig und gehört somit zu den Gründungsschulen des sozialwissenschaftlichen Gymnasiums in Bayern. Der sozialwissenschaftliche Zweig hat sich im Laufe der Zeit sehr verändert – während früher die Fächer Hauswirtschaft und Textilarbeit unterrichtet wurden, sind die Profilfächer des Zweigs heute Sozialkunde und Sozialpraktische Grundbildung.
1974/1975 wurde die neue U-Bahn-Linie 2 direkt unter dem Lehrerzimmer und Pausenhof hindurch gebaut. Der 1985 erschienene Roman „Die Brüder“ von Dieter Lattmann spielt teilweise im Sophie-Scholl-Gymnasium.
Im Jahr 2011 erhielt das Sophie-Scholl-Gymnasium den „Münchner Bürgerpreis gegen Vergessen – für Demokratie“.

## Ehemalige Schülerinnen
- Johanna Bittenbinder (* 1957), Schauspielerin[28]
- Angela Böhm (* 1956), Journalistin[29]
- Ilona Grübel (* 1950), Schauspielerin
- Marlene Halser (* 1977), Journalistin
- Caroline Link (* 1964), Regisseurin[18]
- Petra Verena Milchert (* 1957), Schauspielerin
- Simone Rethel (* 1949), Schauspielerin[30]
- Stephanie Senge (* 1972), Künstlerin
- Jutta Speidel (* 1954), Schauspielerin[28]
- Mandy Winter (* 1968), Sängerin

## Freundeskreis Sophie-Scholl-Gymnasium Förderverein e.V.
Der Freundeskreis und Förderverein des Städtischen Sophie-Scholl-Gymnasiums (FSSG e. V.) ist ein gemeinnütziger Verein. Er hat es sich zur Aufgabe gemacht, das Sophie-Scholl-Gymnasium in seiner pädagogischen Arbeit ideell und finanziell zu unterstützen. Der Verein setzt Akzente zu den Themen einer Mädchenschule und fördert den Zusammenhalt zwischen Schülerinnen, Eltern und Lehrerschaft sowie die Anbindung ehemaliger Schülerinnen an die Schule.